# Residenset i Würzburg
Residenset i Würzburg är ett barockpalats som tillhörde furstbiskoporna av Würzburg. Det är sedan 1981 uppsatt på Unescos världsarvslista.

## Historik
Residenset byggdes 1720–1744 efter ritningar av Balthasar Neumann under överinseende av furstbiskopen Lothar Franz och hans bror Friedrich Carl von Schönborn. Slottet, vars interiörer fullbordades 1765–1780, anses som ett av de främsta exemplen på överdådig tysk barock med bland annat en mycket berömd trapphall. Den venetianske konstnären Giovanni Battista Tiepolo, assisterad av sin son Domenico, målade ett antal fresker i byggnaden.
Den 16 mars 1945 förstördes stora delar av anläggningen när 225 brittiska Lancasterplan bombade den medeltida staden sönder och samman.

## Bilder

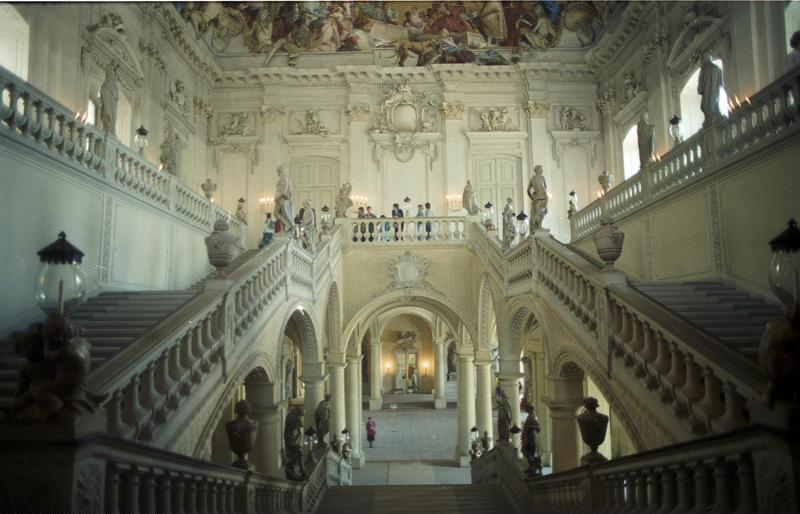
Paradtrappan.
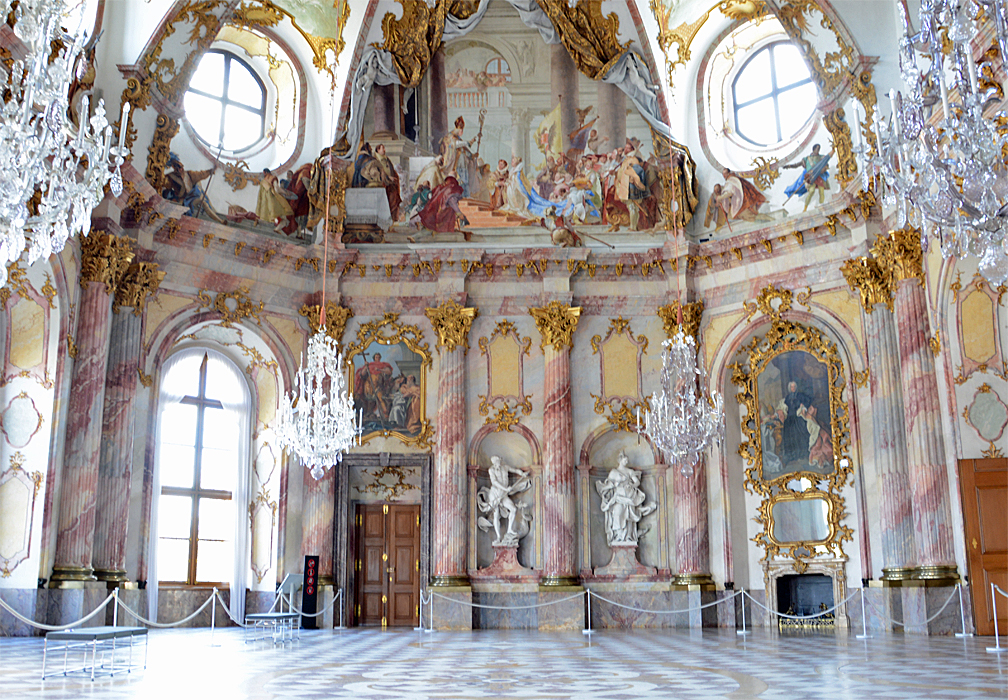
Kejsarsalen.